# Westfalen
För andra betydelser, se Westfalen (olika betydelser).

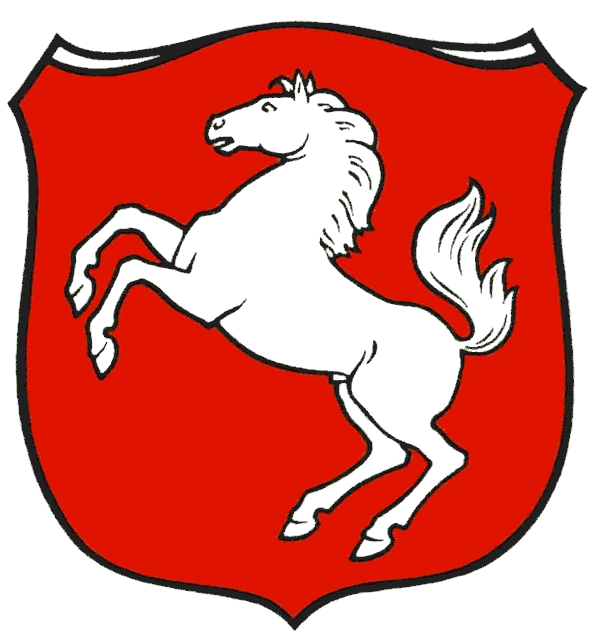
Sachsenspringaren är Westfalens historiska vapen och ingår idag i förbundsländerna Nordrhein-Westfalens och Niedersachsens vapen.

Westfalens läge i nuvarande förbundslandet Nordrhein-Westfalen.

Westfalen är en historisk region i västra Tyskland. Den ingår numera i förbundslandet Nordrhein-Westfalen. En liten del, huvudsakligen staden Osnabrück, ingår dock i delstaten Niedersachsen.

## Historia
Westfalen kallades sedan senare hälften av 700-talet västra delen av det gamla, av Karl den store med frankiska riket införlivade Sachsen omkring Ruhr, Lippe och övre Ems, i motsats till Engern och Ostfalen, vilka låg omkring Weser och sträckte sig till Elbe. Vid hertigdömet Sachsens upplösning efter Henrik Lejonets aktsförklaring 1180 gick namnet Ostfalen förlorat, men namnet Westfalen bibehöll sig för området kring Ruhr och Lippe och omfattade senare även Sauerland vid Sieg. Ärkebiskopen av Köln erhöll Sauerland och några andra delar av Westfalen och fick av Fredrik Barbarossa titeln hertig av Westfalen och Engern; det fanns dock inom det nya hertigdömet flera självständiga områden. Hertigdömet hörde senare till Westfaliska kretsen. Dess område var ungefär hälften så stort som det tidigare regeringsområdet Arnsberg. Då riksbiskopsstiftet Köln 1801 sekulariserades, tillföll hertigdömet Westfalen enligt riksdeputationshuvudbeslutet 1803 Hessen-Darmstadt som ersättning för dess besittningar på vänstra Rhenstranden, som förenats med Frankrike. 1807–1813 utgjorde Westfalen ett eget kungarike, upprättat av Napoleon I och regerat av dennes bror Jérôme Bonaparte. Genom Wienkongressen 1815 lades hertigdömet Westfalen till Preussen, där det blev provinsen Westfalen.